# Rheobates pseudopalmatus
Rheobates pseudopalmatus (Rivero & Serna, 2000) è un anfibio anuro, appartenente alla famiglia Aromobatidae.

## Etimologia
L'epiteto specifico si riferisce al fatto che probabilmente in passato veniva confusa con la specie congenerica R. palmatus.

## Distribuzione e habitat
È endemica della Colombia. Si trova tra i 100 e i 1.500 metri di altitudine ad Amalfi nel dipartimento di Antioquia.